# Thalia multiflora
Thalia multiflora là một loài thực vật có hoa trong họ Marantaceae. Loài này được Horkel ex Körn. miêu tả khoa học đầu tiên năm 1862.

## Hình ảnh

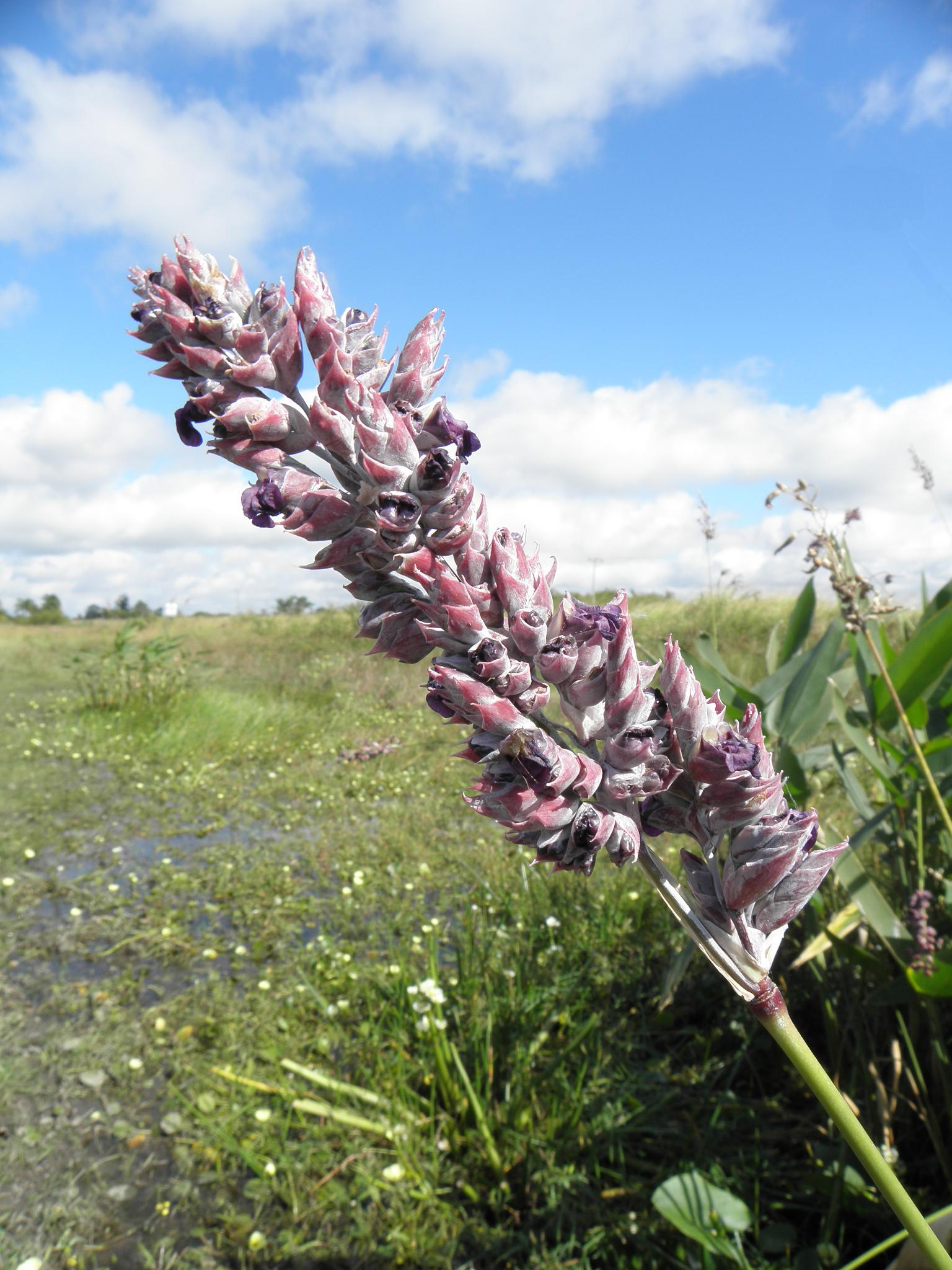